# Paillaco
Paillaco ist eine Kommune im Süden Chiles. Sie liegt in der Provinz Valdivia in der Región de Los Ríos. Sie hat 20.188 Einwohner und liegt ca. 40 Kilometer südöstlich von Valdivia, der Hauptstadt der Region.

## Geschichte
Der Name Paillaco stammt aus dem Mapudungun und bedeutet so viel wie „ruhige Wasser“. Schon lange vor der Ankunft der europäischen Siedler lebten Mapuche und Huilliche auf dem Gebiet der Gemeinde. Mit der Ankunft der Eisenbahn in der Region und der Inbetriebnahme des Bahnhofs 1897 kam Aufschwung in die Gemeinde. So konnten der Handel mit den in Paillaco in der Land- und Forstwirtschaft hergestellten Gütern gesteigert werden. Wichtig für den Aufschwung Paillacos waren auch die ausländischen Siedler, zumeist aus Deutschland. Durch sie entwickelte sich Paillaco Anfang des 20. Jahrhunderts zu einem eigenen Städtchen. 1918 wurde dort auch die Deutsche Schule Paillaco gegründet. Nachdem Paillaco zuvor zur Gemeinde La Unión gehört hatte, wurde sie am 17. August 1934 zu einer eigenständigen Gemeinde.

## Geografie und Demografie
Laut der Volkszählung aus dem Jahr 2017 leben in Paillaco 20.188 Einwohner, davon sind 10.067 männlich und 10.121 weiblich. 61,7 % leben in urbanem Gebiet, der Rest in ländlichem Gebiet. Neben der dem Hauptort Paillaco gehören mehrere weitere kleine Siedlungen zur Kommune, so wie beispielsweise Reumén oder Pichillopulli. Die Kommune hat eine Fläche von 896 km² und grenzt im Norden an Valdivia und an Los Lagos, im Osten an Futrono, im Süden an La Unión und im Westen an Corral. Paillaco wird von mehreren kleineren Flüssen durchflossen.

## Wirtschaft und Politik
In Paillaco gibt es 326 angemeldete Unternehmen. Wichtig ist dabei die Land- und Forstwirtschaft. Der aktuelle Bürgermeister von Paillaco ist der unabhängige Miguel Ángel Carrasco García. Auf nationaler Ebene liegt Paillaco im 24. Wahlkreis, der die gesamte Region umfasst.

## Persönlichkeiten
- Dagoberto Currimilla (* 1987), Fußballspieler